# 伊拉克国际契约
伊拉克国际契约是2007年5月3日於埃及沙姆沙伊赫开幕的一場國際會議，有60個國家和12個組織参加。包括伊拉克總理马利基、埃及外交部長阿布·盖特及聯合國秘書長潘基文皆出席這次會議。

## 外部連結
- 新华网：《“伊拉克国际契约”大会在埃及开幕》 （页面存档备份，存于）。